# لوي غوبيه
لوي غوبيه (28 أكتوبر 1908) لاعب كرة قدم سويسري راحل كان يجيد اللعب في خط الدفاع.
لعب طوال مسيرته الرياضية في أندية بلو ستارز زيوريخ وبيرن.
مثل منتخب سويسرا في 12 مباراة (1932-1937). شارك مع منتخب سويسرا في بطولة كأس العالم 1934 في إيطاليا حيث خرج من الدور الربع النهائي.

## وصلات خارجية
- لوي غوبيه على موقع الاتحاد الدولي (مؤرشف)  (الإنجليزية)
- لوي غوبيه على موقع قاعدة بيانات كرة القدم.إي يو (الإنجليزية)
- لوي غوبيه على موقع ناشيونال فوتبول تيمز (الإنجليزية)
- لوي غوبيه على موقع Soccerway.com (الإنجليزية)
- لوي غوبيه على موقع عالم كرة القدم.نت (الإنجليزية)
- هذا سيرة ذاتية